# اخترالایمان
اخترالایمان (انگلیسی: Akhtar ul Iman؛ ۱۲ نوامبر ۱۹۱۵ – ۹ مارس ۱۹۹۶) شاعر و فیلم‌نامه‌نویس اردو زبان اهل هند بود.
وی همچنین برندهٔ جوایزی همچون جایزه فیلم‌فیر شده‌است.
او جزو شاعران نوگرای هندی بود و در اشعارش از طبیعت و مسائل اجتماعی سخن گفته است. نام اولین کتاب شعر او «خاطرات» است.

## فیلم‌شناسی
- وجدان (۱۹۷۵) – نویسنده
- Roti (1974) – نویسنده
- کبوتر بزرگ (1973) – نویسنده
- لکه (۱۹۷۳) – نویسنده
- Dhund (1973) – نویسنده
- نجیب (۱۹۷۳) – نویسنده
- جنایت (۱۹۷۲) – نویسنده
- اتفاق (۱۹۶۹) – نویسنده
- آدمی (۱۹۶۸) – نویسنده
- محرم راز (۱۹۶۷) – نویسنده
- Patthar Ke Sanam (1967) – نویسنده
- اختلاس (۱۹۶۶) – نویسنده
- Mera Saaya (1966) – نویسنده
- گل و سنگ (۱۹۶۶) – نویسنده
- وقت (۱۹۶۵) – نویسنده
- خاطرات (۱۹۶۴) – نویسنده
- Aaj Aur Kal (1963) – نویسنده
- گمراه (۱۹۶۳) – نویسنده
- قانون (۱۹۶۰) – نویسنده